# ゴーラム (メイン州)
ゴーラム（英: Gorham）は、アメリカ合衆国メイン州のカンバーランド郡にある町。人口は1万8336人（2020年）。ポートランド都市圏に属している。
ゴーラム・ビレッジあるいは単純に「ザ・ビレッジ」と呼ばれる都市化したビレッジの中心部に加えて、多くの小さく未編入のビレッジやハムレットに跨っており、それぞれ歴史的に特徴がある。例えば、サウスゴーラム、ウェストゴーラム、リトルフォールズ、ホワイトロック、ノースゴーラムがある。南メイン大学の3つあるキャンパスの1つが町内にある。
当初のゴーラムはナラガンセット第7号と名付けられており、有名なニューイングランド・レンジャーのジョン・ゴーラム1世にちなんでゴーラムタウン・プランテーションと改名された。ゴーラム1世の曾孫が軍人として名高いジョン・ゴーラム4世である。

## 歴史
当初呼ばれていたナラガンセット第7号は、マサチューセッツ植民地議会が、フィリップ王戦争とも呼ばれた1675年のナラガンセット戦争で戦った兵士（あるいはその承継者）に払い下げた7つのタウンシップの1つだった。この土地は1736年にジョン・フィニー大尉とその家族が入植したのが最初であり、1738年にはヒュー・マクレランとダニエル・モシャーが続いた。1743年までに、リトル川沿いにジョン・ゴーラムが最初の製材所を建てていた。窓ガラスの無かった初期の住居は丸太で作られ、隙間にはコケや粘土が詰められた。
ナラガンセット第7号はジョージ王戦争中の1745年に最初のインディアンによる襲撃を受け、開拓者5人が殺され、3人が誘拐された。しかし、フレンチ・インディアン戦争中の侵略は1763年パリ条約によって終った。町は1764年10月30日にゴーラムとして法人化された。1831年と1839年にスタンディッシュから、1864年にはスカボローから土地を編入した。
土地が肥沃なので農業に適し、多くの滝があったので工業用に水力を利用できた。町はポートランド市を近くの市場として、製造業の中心として発展した。商品としては、繊維、衣類、絨毯、木材、樽、椅子、4輪馬車、荷車、橇があった。そのほか箱の工場、トウモロコシ缶詰工場、製紙パルプ工場、レンガ工場、皮なめし場、花崗岩と大理石の加工場もあった。1829年にカンバーランド・アンド・オックスフォード運河が開通し、カスコ湾とセバゴ湖を繋いだが、1851年に開通したジョン・A・プアのヨーク・アンド・カンバーランド鉄道（後のボストン・アンド・メイン鉄道）の影響で1871年には廃止された。鉄道は1961年に廃線になったが、元の路床は多目的レクリエーション用トレイルとして使われている。1870年9月12日ポートランド・アンド・オグデンズバーグ鉄道（後のメイン・セントラル鉄道マウンテン支線の一部）の最初の列車が、ポートランドからホワイトロックを通ってセバゴ湖に走った。ホワイトロック駅は1921年に閉鎖された。
1803年ゴーラム・アカデミーが設立された。その後者はサミュエル・エルダーが連邦様式で設計し、1806年に建てられた。この学校は西メイン師範学校となり、後にゴーラム州立教員養成カレッジとなった。今日、南メイン大学ゴーラム校となっている。
ゴーラムの現在は昔に比べてかなり小さな工業地域となっている。製造業の大半はウェストブルック市との境界にそってあり、プレサンプスコット川沿いにあった工場の多くは、ダンディ・ダムの建設で現在は水の中にある。近年はポートランドのベッドタウンとしての人気が上がっている。住人や町の役人は、昔から田舎の町で成長する郊外を扱うことに関連した様々な問題に直面している。

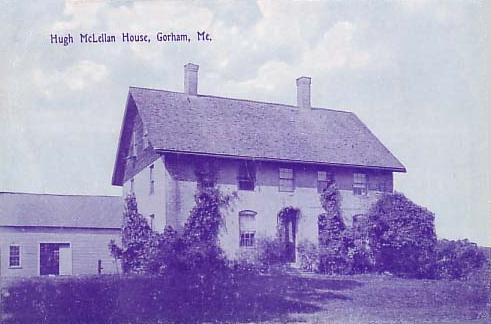
ヒュー・マクレラン邸、1773年完成
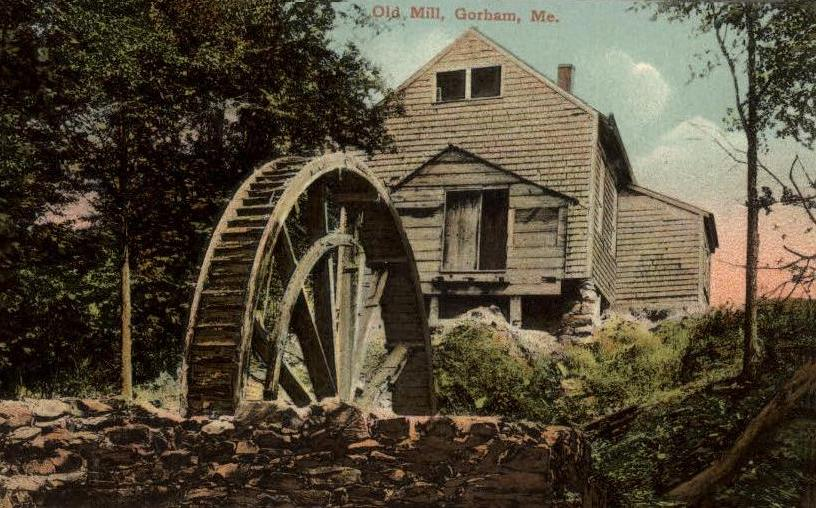
古い製粉所、1906年
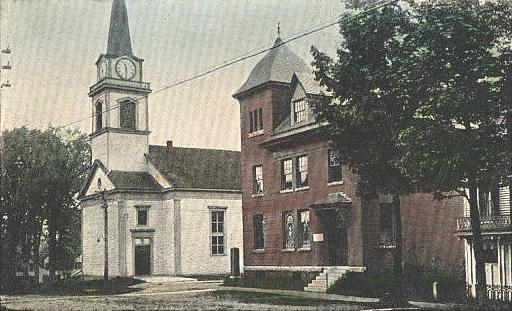
会衆派教会、1915年頃

## 地理
アメリカ合衆国国勢調査局に拠れば、市域全面積は51.29平方マイル (132.84 km2)であり、このうち陸地50.62平方マイル (131.11 km2)、水域は0.67平方マイル (1.74 km2)で水域率は1.31%である。町内をリトル川、プレサンプスコット川、ストラウドウォーター川が流れている。

### 道路と境界
町内をアメリカ国道202号線と、メイン州道4号線、22号線、25号線、112号線、114号線、237号線が通っている。ゴーラムの北はウィンダム町、東はウェストブルック市、南東はスカボロー町、西はバクストン町、北西はスタンディッシュ町と接している。

#### 地方道
町内には小さな道路が通っている。
- ノースゴーラム道路: 州道237号線からウィンダムとの境まで
- ハストン道路: 国道202号線/州道4号線から州道114号線まで
- マリソン通り: 州道237号線からウィンダムとの境までの短い通り
- ニューポートランド道路: 国道202号線/州道4号線からウェストブルックとの境まで
- チャーチ通り: 州道114号線からウォーター通りまで

## 人口動態

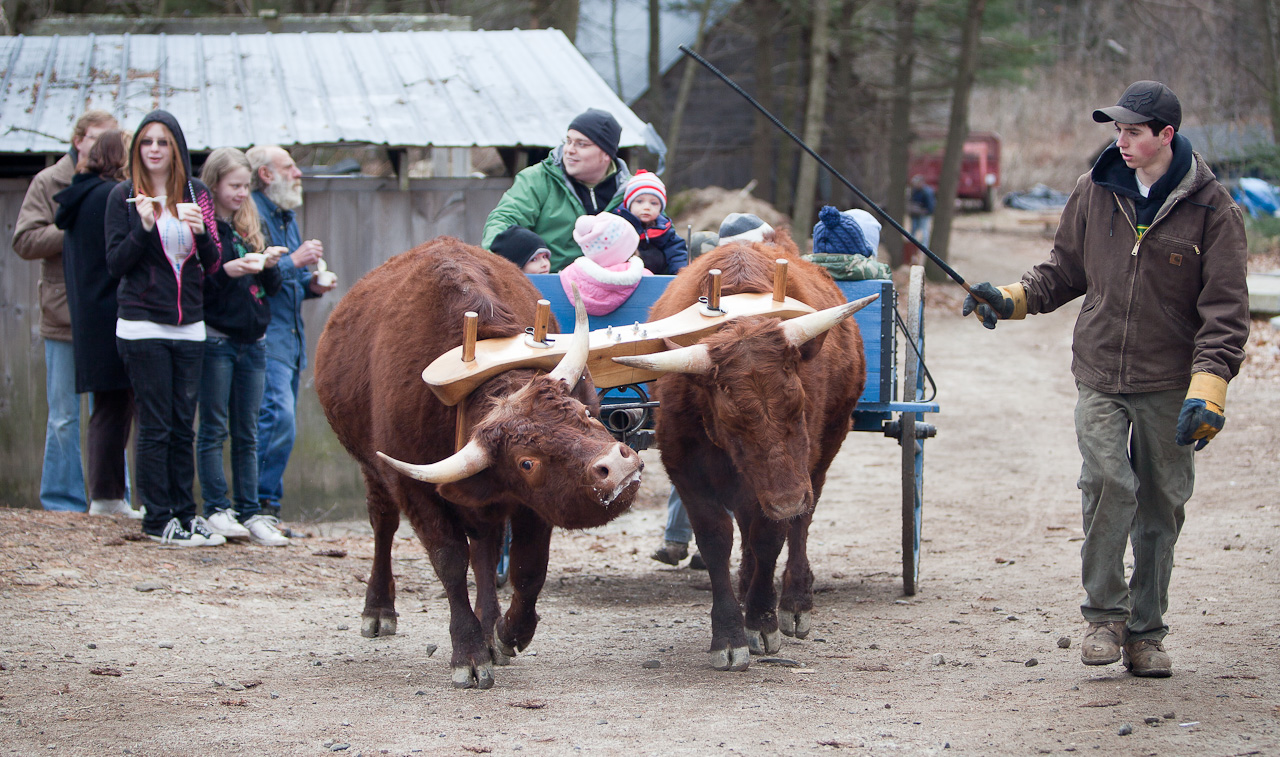
メリフィールド農園の牛車

### 2010年国勢調査
以下は2010年国勢調査による人口統計データである。
| 基礎データ - 人口: 16,381 人 - 世帯数: 5,719 世帯 - 家族数: 4,064 家族 - 人口密度: 124.9人/km2（323.6 人/mi2） - 住居数: 5,972 軒 - 住居密度: 45.6 軒/km2（118.0 軒/mi2） 人種別人口構成 - 白人: 96.5% - アフリカン・アメリカン: 0.7% - ネイティブ・アメリカン: 0.3% - アジア人: 0.9% - その他の人種: 0.2% - 混血: 1.4% - ヒスパニック・ラテン系: 0.9% | 年齢別人口構成 - 18歳未満: 22.6% - 18-24歳: 15.0% - 25-44歳: 22.8% - 45-64歳: 27.8% - 65歳以上: 11.9% - 年齢の中央値: 38歳 - 性比（女性100人あたり男性の人口） - 総人口: 93.4 世帯と家族（対世帯数） - 18歳未満の子供がいる: 36.0% - 結婚・同居している夫婦: 57.1% - 未婚・離婚・死別女性が世帯主: 9.9% - 非家族世帯: 28.9% - 単身世帯: 21.8% - 65歳以上の老人1人暮らし: 9.0% - 平均構成人数 - 世帯: 2.59人 - 家族: 3.03人 |

### 2000年国勢調査
以下は2000年国勢調査による人口統計データである。
| 基礎データ - 人口: 14,141 人 - 世帯数: 4,875 世帯 - 家族数: 3,529 家族 - 人口密度: 107.8人/km2（279.2 人/mi2） - 住居数: 5,051 軒 - 住居密度: 38.5軒/km2（99.7 軒/mi2） 人種別人口構成 - 白人: 97.57% - アフリカン・アメリカン: 0.42% - ネイティブ・アメリカン: 0.33% - アジア人: 0.64% - 太平洋諸島系: 0.01% - その他の人種: 0.17% - 混血: 0.87% - ヒスパニック・ラテン系: 0.60% | 年齢別人口構成 - 18歳未満: 25.9% - 18-24歳: 13.7% - 25-44歳: 28.9% - 45-64歳: 21.5% - 65歳以上: 10.0% - 年齢の中央値: 34歳 - 性比（女性100人あたり男性の人口） - 総人口: 93.8 - 18歳以上: 90.2 世帯と家族（対世帯数） - 18歳未満の子供がいる: 38.7% - 結婚・同居している夫婦: 59.2% - 未婚・離婚・死別女性が世帯主: 10.0% - 非家族世帯: 27.6% - 単身世帯: 20.5% - 65歳以上の老人1人暮らし: 8.3% - 平均構成人数 - 世帯: 2.67人 - 家族: 3.11人 | 収入と家計 - 収入の中央値 - 世帯: 50,316米ドル - 家族: 55,434米ドル - 性別 - 男性: 37,828米ドル - 女性: 30,394米ドル - 人口1人あたり収入: 21,174米ドル - 貧困線以下 - 対人口: 7.4% - 対家族数: 5.1% - 18歳未満: 9.7% - 65歳以上: 6.7% |

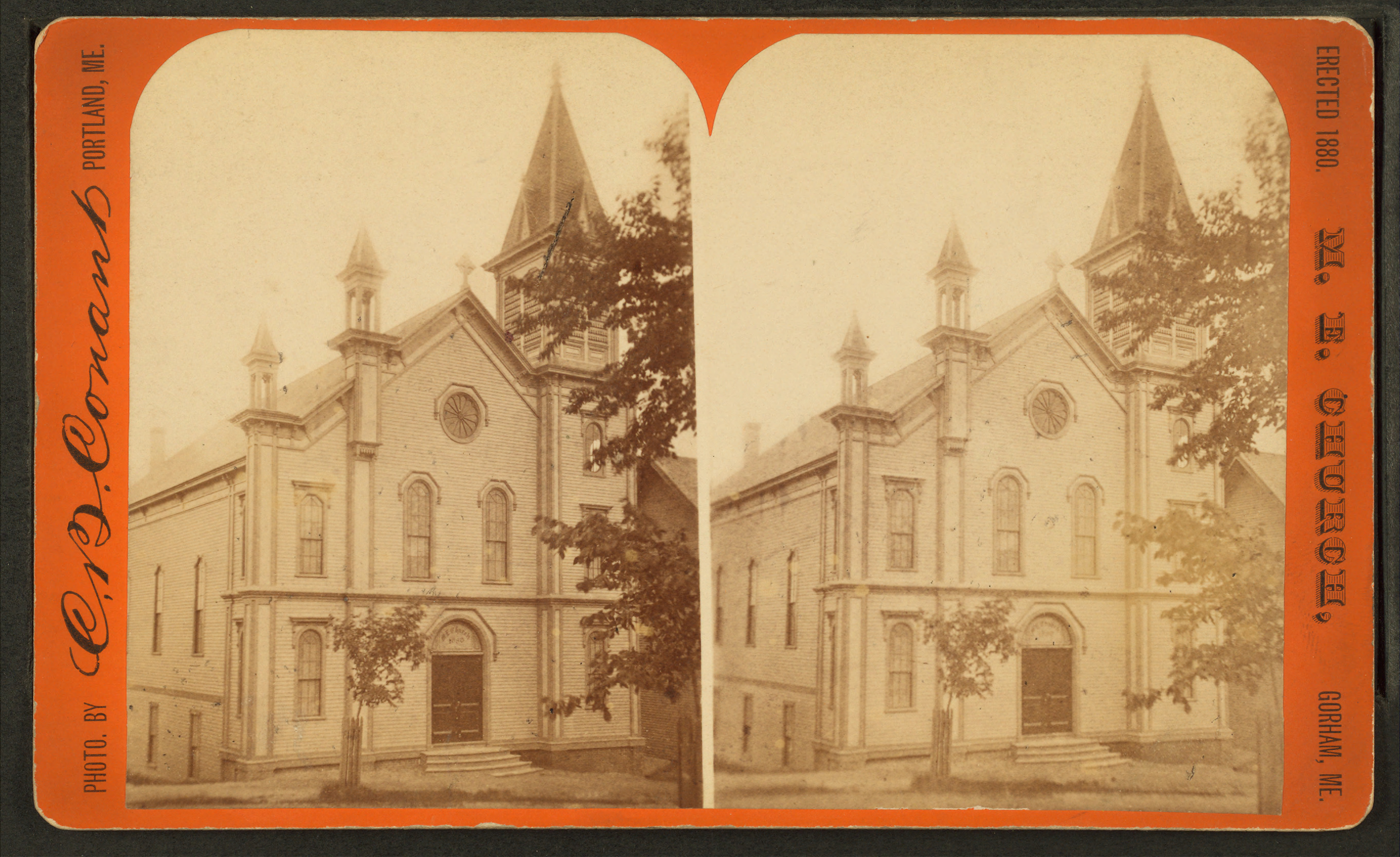
M. E. 教会 -- 1880年建設

## 見どころ
- バクスター・ハウス博物館
- コーラム歴史協会 & 博物館
- 南メイン大学美術ギャラリー

## 教育
ゴーラムにある学校はゴーラム教育学区に属している。小学校3校、中学校と高校が各1校ある。2011年から2012年の教育年度で2,698人の児童生徒を教えていた。

## 著名な出身者

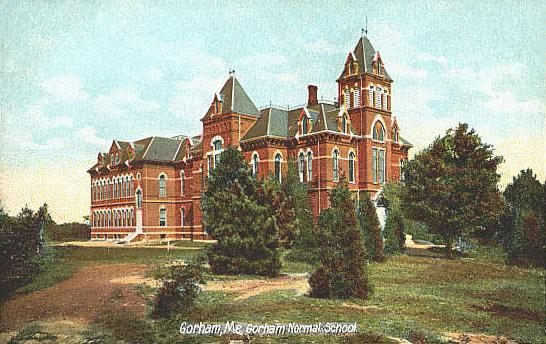
南メイン大学コーセルホール、1878年建設、フランシス・H・ファセットの設計

- ジェームズ・フィニー・バクスター、歴史家、市民指導者
- エドウィン・ホール、物理学者
- エレン・グールド・ホワイト、宗教指導者
- ホーレス・ウィルソン、教育者、日本に野球を広めた、2003年野球殿堂 (日本)入り